# Mohamed Emara
Mohamed Emara (né le 16 juin 1974) est un footballeur égyptien qui jouait au poste de défenseur et est aujourd'hui à la retraite.

## Biographie
Son dernier club avant se retraite aura été l'Al Masry après avoir notamment porté les couleurs de Al Ahly SC et du FC Hansa Rostock en Allemagne. 
Il a remporté la Coupe d'Afrique des nations 1998 avec l'équipe d'Égypte. 
Il a été élu deux fois meilleur arrière gauche des CAN 1998 et 2000.